# Gyermely
Gyermely község Komárom-Esztergom vármegyében, a Tatabányai járásban. Hozzá tartozik Gyarmatpuszta is.

## Fekvése
Komárom-Esztergom vármegye keleti határánál fekszik, Fejér és Pest vármegyék határának közelében, a Keleti-Gerecse lábánál. Központján a Szomor-Tarján közti 1123-as út halad keresztül, de a közigazgatási területét érinti a Zsámbék–Bajna közti 1105-ös út és egy rövid szakaszon a Tát–Tatabánya közti 1119-es út is.
Esztergomtól 28 kilométerre délnyugatra; Tatabányától 22, Tatától  30 kilométerre keletre, Budapesttől pedig 39 kilométerre nyugatra található. Környező települések: Szomor, Zsámbék, Máriahalom, Epöl, Bajna, Tarján, Csabdi, Mány.

## Története
Gyermely és környéke az itt talált régészeti leletek tanúsága szerint a már az ősidők óta lakott helyek közé számítható. A Nemzeti Múzeumban őrzik az itt talált késő bronzkori leleteket, s római kori tárgyi emlékeit is, többek között azt a határában talált két római síremléket, melyeket – a felirat tanúsága szerint – két római polgárjogot nyert avarisk polgárnak emeltek egykor.
Nevének első említése 1184-1188-ból való: eccl. de Germin (Vespr.I.5) alakban fordul elő, ekkor a veszprémi püspökség birtoka: a püspök itteni egyházát 2 M jövedelmével együtt átadta a káptalannak. Boleszló váci püspöknek is volt itt öröklött része, amit 1214-ben a leleszi prépostságra hagyott. 1276-ban a veszprémi püspök a két Gyermely falut (Germen) dézsmáival, szőlőjével, földjeivel és kápolnáival cserébe adta az esztergomi káptalannak. 1287-ben a gyermelyi nemesek Szomor és Udvarnok szomszédai (Tyba f.mg-i Bench f-i Barth-i, nomine Nic. de Germen). 1307-ben az esztergomi káptalan tiltakozott, hogy Csák nemzetségbeli Márk fia István 20 éve elfoglalta Gyermelyt (v. Germen). 1322-ben ismét a veszprémi püspök falujának nevezik az óbudai várnaggyal szembeni perben, mikor a Gyermelyre való Miklós villicust, Iwachynust, Torda fia Jánost, Nagy (magnus) Jánost és János fia Lőrinczet, majd még ugyanez évben a visegrádi várnagy tisztjével, Gyermelyi Lőrincz ispánnal és a falunaggyal együtt a somodori népeket is. 1328-ból való adat szerint a Gyermelyre való János villicus, s Pouka és Balázs veszprémi püspöki jobbágyok panasza alapján a somodoriak a gyermelyiek 60 ökrét elhajtották. Ez időszakból maradt fenn a Bencevár (Bencivár) nevű dűlő, mely egykori birtokosának szomori Benchnek emlékét őrzi.
1529-ben a törökök Gyermelyt is elfoglalták, s 12 évig, 1541-ig megszállva tartották. A falu később, a 17. század elején elpusztult, de rövid időn belül újranépesedett Zsámbékról és Szomódról idetelepedett református magyarokkal. 1645-ben már úgy emlegetik, mint egy népes református egyházközséget.
A törökök kiűzése után Krappft tábornok, majd az Esterházy-család, később a Sándor-család volt birtokosa.
1945-ig Komárom vármegye Tatai járásához tartozott.
Gyermely határában, a Bence-várral szembeni részen a 19. században eocén széntelepet is feltártak, a faluban régebben szeszgyár is működött.
A település életében meghatározó a térség legnagyobb és legmodernebb tésztagyára. A Gyermelyen működő cégcsoport a tésztagyártás mellett Magyarország legnagyobb tojástermelője és egyúttal meghatározó malomipari szereplője.

### Gyarmatpuszta
Ma Gyermelyhez tartozó, korábban vele szomszédos település, melynek neve először 1247-ben bukkan fel az ismert oklevelekben, Gormoth formában. Ez a település a magyar Gyarmat törzsbeliek telephelye volt. Az oklevél szerint a falu lakóinak nevében egy Demeter nevű ember tanúskodott a Katapán (Koppán) nem Kava nevű birtoka tárgyában. 1268-ban (Katapán nembeli) Bábolnai János Gyarmat birtokát, mint anyja Bábolnai Miklósné, Kaplony nembeli (de genere Cuplin) Rubin fia Annis hitbérét átadta unokaöccsének (Pok nembeli) Poki Lukács ispánnak és Gergelynek. A Katapánok gyarmati birtoka mellett keletre (a korabeli iratok alapján) a királyi bocsárok Gyarmat faluja feküdt. V. István király Gyarmat falut, mint királyi szőlősök és udvarnokok egykori földjét 1271-ben Básztélyi Rénold hercegi étekhordómesternek adta. 1485-ben Gyarmat(puszta) már a Marcelházi Posár családé volt, mely ekkor új királyi adományt nyert rá.
A török időkben Gyarmat is elpusztult, később a szomszédos településekről toborzott lakosokkal telepítették újra. A község előbb a Sándor-családé lett, majd Metternich Paula lett a tulajdonosa.
Vadaskertjében egy 19. században épített vadászkastély áll. A közeli kápolna gyönyörű rokokó oltára és faragott padjai az olaszországi Velencéből származnak. Kriptájába temették el Sándor Móricot, az „ördöglovast”, a kápolna mögötti kriptában pedig  – gazdájának akarata szerint – kedvenc lovát, Tatárt helyezték el.
A puszta a halastóval, kastéllyal, parkkal és a felettük sötétlő, fenyvesekkel borított, 340 méter magas Gyarmat-heggyel a Gerecse egyik legfestőibb tája.

## A település jelképei
- Címer

A címer a történelmi Gyermely község megújított címere pajzs alakban. A címerpajzs csücskös talpú álló katonai pajzs, vörös mezejében álló helyzetben lebegő, ezüstszínű csoroszlya és ekevas. A pajzsra szembenéző, rostélyos liliomos koronával ékesített sisak illeszkedik, amelyen a koronából deréktól nővő kék ruhás, vörös színű bal kezét csípőjére tevő, jobbjában három szál gabonát tartó vitéz látható. A sisakról jobb oldalon kék-arany, a bal oldalon vörös-ezüst cirádák omlanak alá.
- Zászló

Gyermely község zászlaja téglalap alakú, felső szélétől induló hosszában egymást váltó sávos vörös, ezüstfehér színű, amely összesen nyolc sávból áll. A zászló közepén fehér alapon (fehér háttérrel a község címere látható).
- Pecsét

Gyermely község pecsétje kör alakú, benne a község címerével, amelynek körirata „Gyermely község 1990”.

## Közélete

### Polgármesterei
- 1990–1994: Sáros György (független)[3]
- 1994–1998: Sáros György (független)[4]
- 1998–2002: Sáros György (független)[5]
- 2002–2006: Sáros György (független)[6]
- 2006–2010: Sáros György (független)[7]
- 2010–2014: Kókai Rita (független)[8]
- 2014–2019: Kókai Rita (független)[9]
- 2019–2024: Kókai Rita (független)[10]
- 2024– : Kókai Rita (független)[1]

## Népesség
A település népességének változása:
| Lakosok száma | 1436 | 1449 | 1464 | 1541 | 1583 | 1539 | 1517 |
|               | 2013 | 2014 | 2015 | 2021 | 2022 | 2023 | 2024 |

A 2011-es népszámlálás során a lakosok 85,3%-a magyarnak, 0,3% cigánynak, 6,7% németnek, 0,7% románnak, 0,2% szlováknak mondta magát (14,6% nem nyilatkozott; a kettős identitások miatt a végösszeg nagyobb lehet 100%-nál). A vallási megoszlás a következő volt: római katolikus 43,1%, református 19,7%, evangélikus 0,6%, görögkatolikus 0,2%, felekezeten kívüli 10,7% (24,7% nem nyilatkozott).
2022-ben a lakosság 92,5%-a vallotta magát magyarnak, 3,6% németnek, 0,3% románnak, 0,3% lengyelnek, 0,2% lengyelnek, 0,2% cigánynak, 0,1% ukránnak, 3,7% egyéb, nem hazai nemzetiségűnek (7,3% nem nyilatkozott; a kettős identitások miatt a végösszeg nagyobb lehet 100%-nál). Vallásuk szerint 37,2% volt római katolikus, 16,7% református, 0,8% evangélikus, 0,3% görög katolikus, 0,1% ortodox, 1% egyéb keresztény, 0,9% egyéb katolikus, 11,3% felekezeten kívüli (31,3% nem válaszolt).

## Nevezetességei
- Eredetileg a 15. században épült gótikus stílusú római katolikus temploma műemlék. A templomot 1749-ben építették újjá.
- Műemlék református temploma 1786-ban épült.[13]
- Műemlék református parókiája 19. századi.
- A község területén épült az úgynevezett Metternich-kúria, melyben ma művésztelep található.
- A Sándor-Metternich-vadászkastély és a parkjában álló 1789-ben épült műemlék neogót stílusú sírkápolna is Gyermely közelében található.

## Érdekességek
- A községben forgatták 1988-ban Garas Dezső A legényanya című filmjét. Az ott megjelenő település a több falucsúfolóban is felbukkanó, ezért fiktívnek tekinthető Rátót.

## Képgaléria

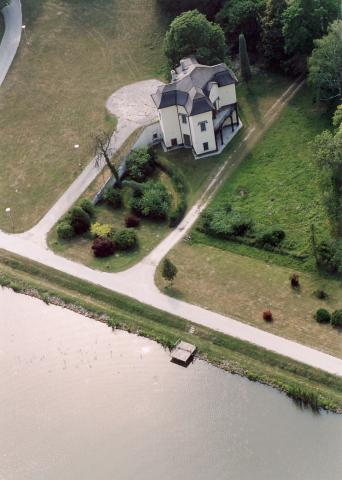
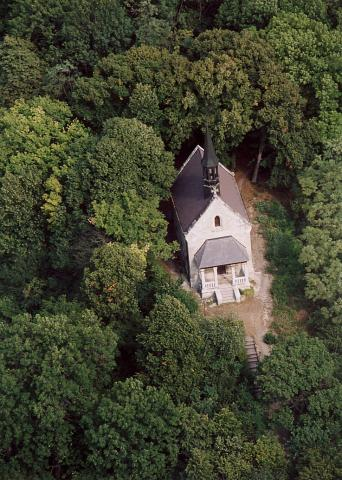
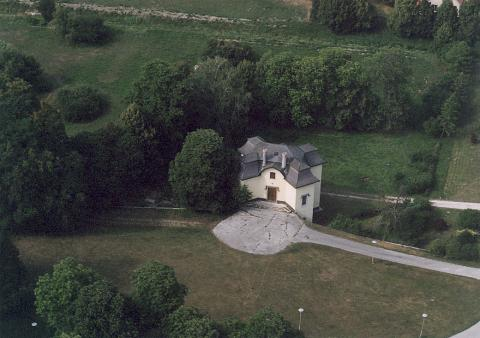
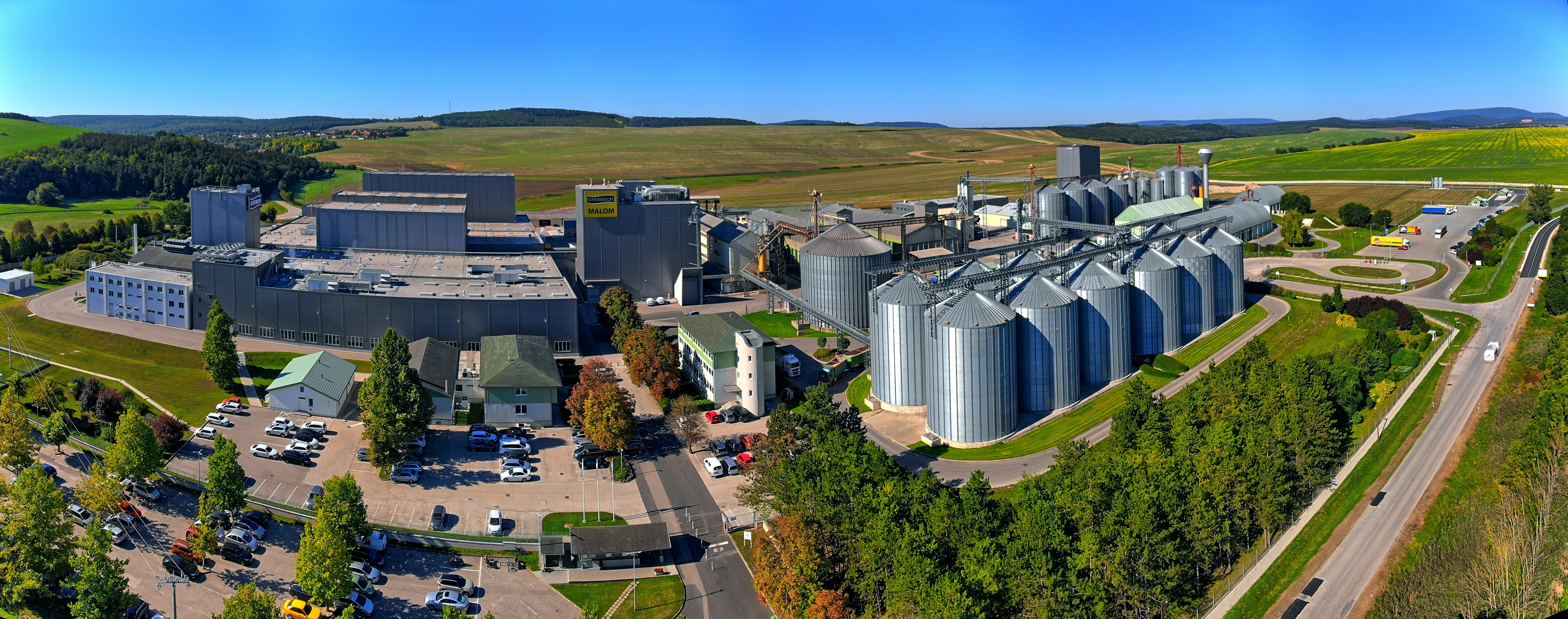
A tésztagyár
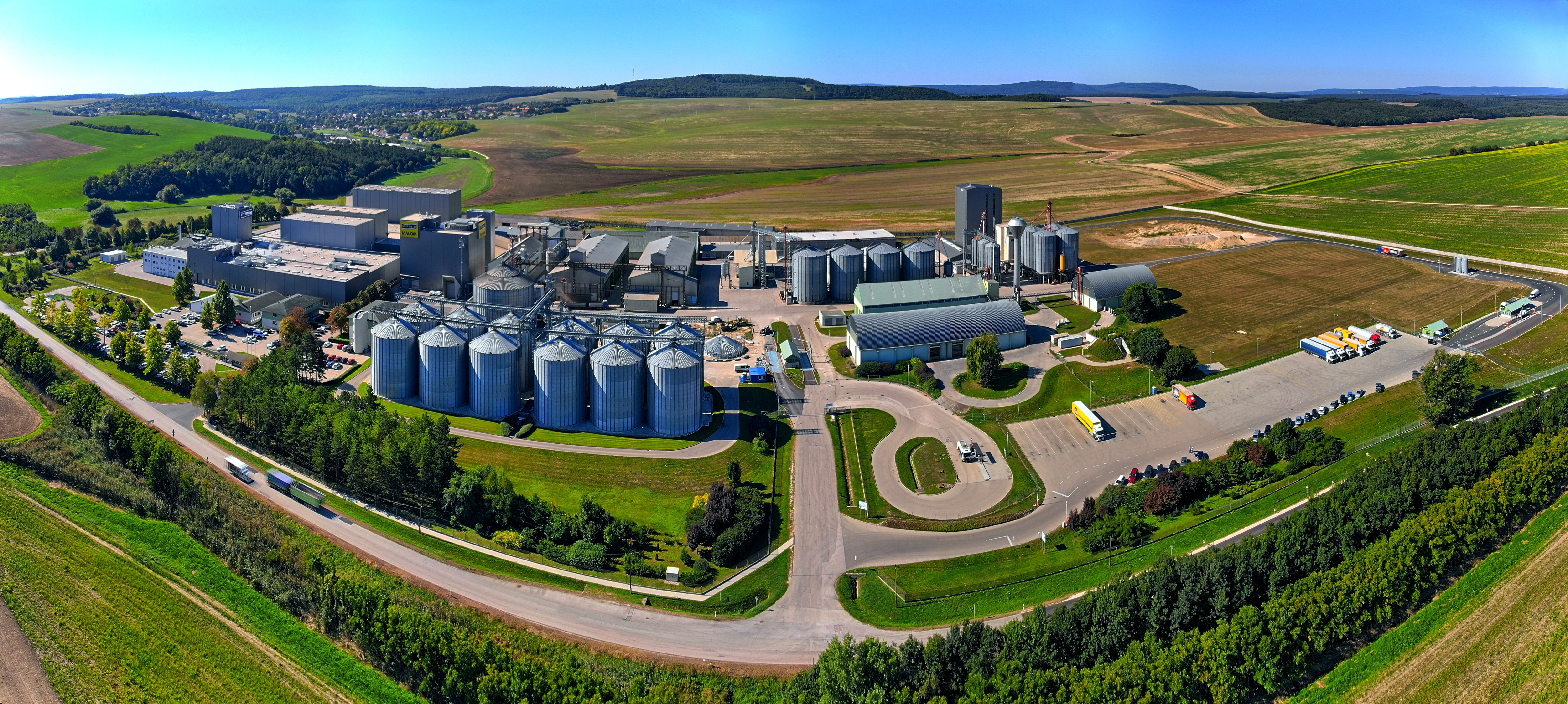
A tésztagyár
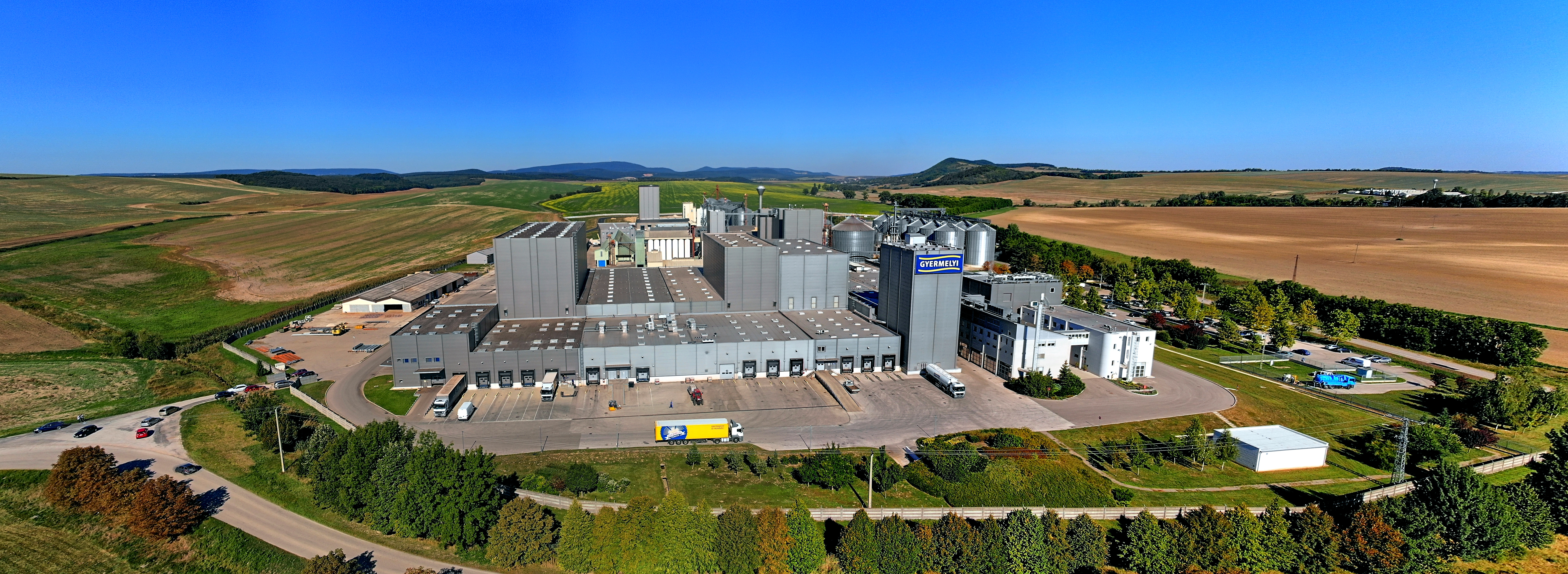
A tésztagyár